# بدل‌لی
بدل‌لی (به لاتین: Bədəlli) یک منطقه مسکونی در جمهوری آذربایجان است که در شهرستان قبوستان واقع شده است. بدل‌لی ۹۷۷ نفر جمعیت دارد.